# Битва за форты Дагу (1860)
Третье сражение за форты Дагу длилось с 12 по 21 августа 1860 года. Потерпевшие в прошлом году позорное поражение из-за недооценки противника, англичане и французы на этот раз подошли к делу по всем правилам военного искусства, и разгромили китайскую оборону, открыв себе путь для продвижения вглубь континента.

## Предыстория
Поражение 1859 года произвело сильное впечатление на общественное мнение Европы. Падение престижа европейского оружия грозило потерей всех достижений европейцев в Китае, поэтому английское и французское правительства решили отправить в Китай значительные морские и сухопутные силы. В апреле 1860 года соединённые силы двух держав сосредоточились на архипелаге Чжоушань вблизи Шанхая. В июне войска были переброшены на промежуточные базы на берегах Жёлтого моря: французские — в Чифу, английские — в Даляньхуан.

## Планирование операции
18 июня английский командующий Джеймс Грант и французский командующий Шарль Кузен-Монтабан встретились в Шанхае для согласования будущих действий. Их мнения оказались прямо противоположными: французский командующий предлагал армиям высадиться раздельно (англичанам — севернее устья Байхэ, французам — южнее), и одновременно атаковать форты на обоих берегах реки, англичане же предлагали высадиться одновременно обеими армиями на севере, в устье реки Бэйтанхэ, и ударом оттуда овладеть фортами на левом берегу Байхэ. Французы настояли на принятии за основу своего плана высадки, но англичане при этом сделали оговорку, что оба пункта высадки впоследствии могут быть изменены, если последующие рекогносцировки обнаружат их непригодность.
Проведённая 14 июля рекогносцировка побережья показала, что к югу от устья Байхэ вязкий грунт не позволит высадить на берег артиллерию и обозы, поэтому генерал Кузен-Монтабан отказался от отдельной высадки и решил действовать совместно с английским главнокомандующим.
Из захваченных впоследствии китайских документов стало известно, что командовавший обороной побережья монгольский князь Сэнгэринчи верно предугадал, что европейский десант будет высажен севернее фортов, в районе деревни Бэйтан. Однако он полагал, что крепости Дагу устоят в случае сухопутной атаки, а китайско-маньчжурские войска в сухопутном сражении разобьют европейцев.

## Высадка

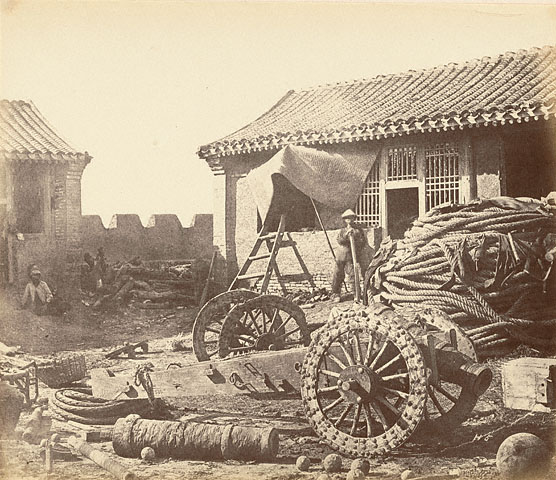
Бэйтан, покинутый китайской армией
(1 августа 1860)

Высадку в Бэйтане союзники начали 1 августа; подвоз войск и выгрузка материальной части продолжались до 12 августа. 3 августа 1000 человек французской пехоты выступили по направлению к фортам Байхэ для рекогносцировки, но у деревни Синькэ они наткнулись на укреплённый лагерь, и вместе с пришедшими им на помощь англичанами вернулись в Бэйтан, потеряв около 20 человек. В последующие дни английская кавалерия произвела ещё несколько отдельных рекогносцировок в том же направлении.
С рассветом 12 августа союзная армия двинулась вперёд. Сбив заслон маньчжурской кавалерии, войска взяли укреплённый лагерь у деревни Синькэ, и расположились там на ночь; неприятель отступил в Тангу. 14 августа союзники атаковали и взяли Тангу; гарнизон частично отступил на восток, в форт, а частично переправился на правый берег Байхэ по плавучему мосту. Таким образом, форты на левобережье Байхэ оказались отрезанными с суши от Тяньцзиня. Союзники остановились, ожидая прибытия осадной артиллерии и боевых запасов.
В ожидании общего наступления генерал Кузен-Монтабан решил самостоятельно привести в исполнение свой старый план атаки фортов правого берега. 18 августа французская сапёрная рота при поддержке 200 матросов переправилась через Байхэ на захваченных у китайцев джонках, и вступила в бой с китайскими войсками у деревни Сяолян. Французам пришлось отправить на помощь своему разведывательному отряду стрелковый батальон и несколько горных орудий, с прибытием которых удалось выбить китайцев из Сяолян. Получив опорный пункт на правом берегу, союзники начали строить через реку наплавной мост.

## Сражение

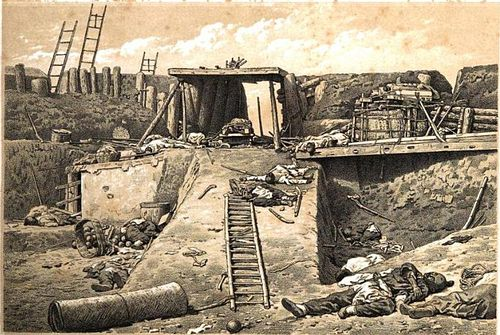
Внутренний двор северного форта после взятия
(21 августа 1860)

21 августа в 6 часов утра артиллерия союзников (23 орудия) начала обстреливать левобережный форт, располагавшийся ближе всего к деревне Тангу. Китайцы к тому времени перетащили на тыльную сторону форта орудия, ранее обращённые к морю, и вступили в артиллерийскую дуэль, а китайские батареи с правого берега реки открыли анфиладный огонь, нанося большие потери французским войскам и вынудив французов развернуть 6 орудий для борьбы с ними. На помощь сухопутным войскам пришли 4 английские и 4 французские канонерские лодки, открывшие огонь с моря. Около 7 часов утра в атакуемом форте взорвался пороховой погреб, но форт замолк лишь на пару минут, после чего возобновил огонь с прежней силой.
Услышав взрывы, союзники начали штурм форта, но по пути пришлось преодолевать под китайским огнём два наполненных водой рва. Наконец, прорвавшись к основанию стены, союзники сумели ворваться в форт, завязалась рукопашная схватка. Как впоследствии выяснилось, на этом форте находился командующий обороной левого берега Байхэ, который личным примером ободрял войска.
Из-за больших потерь и утомления войска атака следующего форта, находившегося у моря, была назначена обоими командующими на следующий день, но проведённая сразу же рекогносцировка показала, что подступы к форту хорошо укреплены, и потому было решено двинуться в атаку немедленно, надеясь на панику, овладевшую китайскими войсками после только что понесённого поражения. Расчёт оказался верным: едва союзники успели выступить — как на приморском форту был поднят белый флаг. На следующий день наместник Чжили согласился на капитуляцию фортов и правого берега, а также на открытие реки Байхэ для прохода судов союзной эскадры.

## Итоги
Получив свободу плавания по Байхэ, союзники 23 августа без боя заняли Тяньцзинь, сделав его базой своего дальнейшего наступления на Пекин.